# Tuquito (distribución Linux)
Tuquito fue una distribución del sistema operativo GNU/LinuxLinux originaria de Argentina y basada en Debian GNU/Linux y Ubuntu, que implementa la tecnología LiveCD (arranca desde un CD), en su última versión incluye un software que permite al usuario crear un LiveUSB y así poder guardar los cambios realizados. También puede instalarse en su PC mediante dos tipos de instalación: completa o básica, teniendo todo configurado y listo en su rígido en un tiempo mínimo.
Fue una de las distribuciones que funcionaba en el proyecto OLPC y las Classmate utilizadas en educación.
Cuenta con 2 Gigabytes de aplicaciones en un disco compacto normal, con una selección de paquetes en las áreas de ofimática, multimedia, Internet, programación, ciencias, etc.
Tuquito (insecto de abdomen luminiscente, más conocido como Luciérnaga - Lampyridae -) es una distribución GNU/Linux proveniente de la ciudad de Tucumán, creada por Ignacio Díaz, Chris Arenas, y Mauro Torres, este último, creador de Garfio, herramienta para la creación de distribuciones LiveCD como Tuquito.
Su última versión fue desarrollada por Mauro Torres y Mario Colque, ambos desarrolladores de la nueva versión de Garfio.
El julio de 2010 fue lanzada Tuquito 4 "Toba".
Tuquito 5 "Pampa" es una edición basada en los binarios de Ubuntu 11.04, por lo que adopta muchas de sus características.

## Software Tuquito

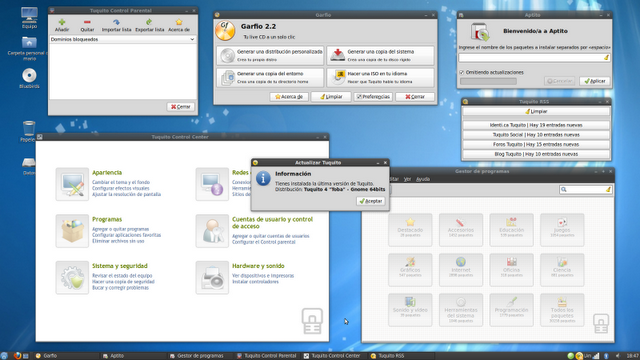
Aplicaciones desarrolladas por el equipo de Tuquito

Algunas aplicaciones desarrolladas por el equipo de Tuquito:
- APTITO: acelerador de descarga para APT.
- Centro de Control: Un centro de control muy intuitivo.
- Tuquito RSS: Notificador de eventos en los sitios oficiales de Tuquito (Lector de RSS).
- Garfio: Generador de copias de respaldo y distribuciones personalizadas.
- TuquitUP: Gestor de Versiones de Tuquito. Permite la actualización en línea.
- Control Parental: Bloqueador de sitios.
- Gestor de programas: Aplicación para instalar y desinstalar software.
- Tuquito WIA: Aplicación que notifica donde se encuentran las aplicaciones recién instaladas.
- TuquiGRUB: Aplicación que permite recuperar desde un live-CD el grub del sistema.

## Características
Algunas características de Tuquito son:
- Detección automática de los discos rígidos en su PC, dejándolos disponibles en su escritorio con tan solo un clic.
- Buen soporte de impresoras.
- Soporte de escáners.
- Soporte de cámaras web, incluyendo los modelos de Intel y Genius.
- Permite acceder a CD-ROMs, disquetes, con un clic en el escritorio.
- Detección automática de cámaras digitales, memorias USB, dispositivos con conexión en caliente.
- Es compatible con archivos de Microsoft Office y soporta los sistemas de archivos de Microsoft Windows (NTFS y FAT32).
- Arranca desde memoria USB o desde disco óptico
- Corre en netbooks
- Soporte para placas Broadcom
- Soporte para formatos ext4
- Soporte para MP3 y códecs de video
- Soporte para módems ADSL

## Herramientas
- Mozilla Firefox: Navegador web sin elementos restritivos, con énfasis en su extensibilidad y el soporte de tecnologías estándar de la World Wide Web (similar a Internet Explorer, Google Chrome, etc.).
- Mozilla Thunderbird: Cliente de correo equivalente a Microsoft Outlook.
- Compiz: Efectos visuales de escritorios tipo cubo disponible para placas Nvidia e Intel.
- Apache OpenOffice: Suite ofimática compatible con (y similar a) Microsoft Office.
- GIMP: Editor de imágenes.
- VLC media player: Reproductor de video con soporte para una amplia variedad de Códecs.
- Banshee: Reproductor multimedia.
- Skype: Cliente de llamadas sobre VoIP.
- Empathy : Cliente de mensajería instantánea con soporte para múltiples protocolos MSN, Facebook, IRC, Gadu-Gadu, ICQ, XMPP, Yahoo! Messenger entre otros.

## Últimos cambios
Esta edición es un DVD que posee todas las aplicaciones usadas comúnmente, suite ofimática, reproductores de audio y vídeo, clientes de mensajería, herremientas de impresión, y extras como codecs de audio y video, flash, fuentes de MS y nuevas herramientas incluidas por defecto.
- Linux 2.6.38-11-generic
- Soporte nativo para los idiomas Español (es), Inglés (en) y Portugués BR (pt)
- Soporte para placas Wifi Broadcom
- Gnome 2.32.1
- Xorg 7.6
- Nautilus elementary 2.32.2

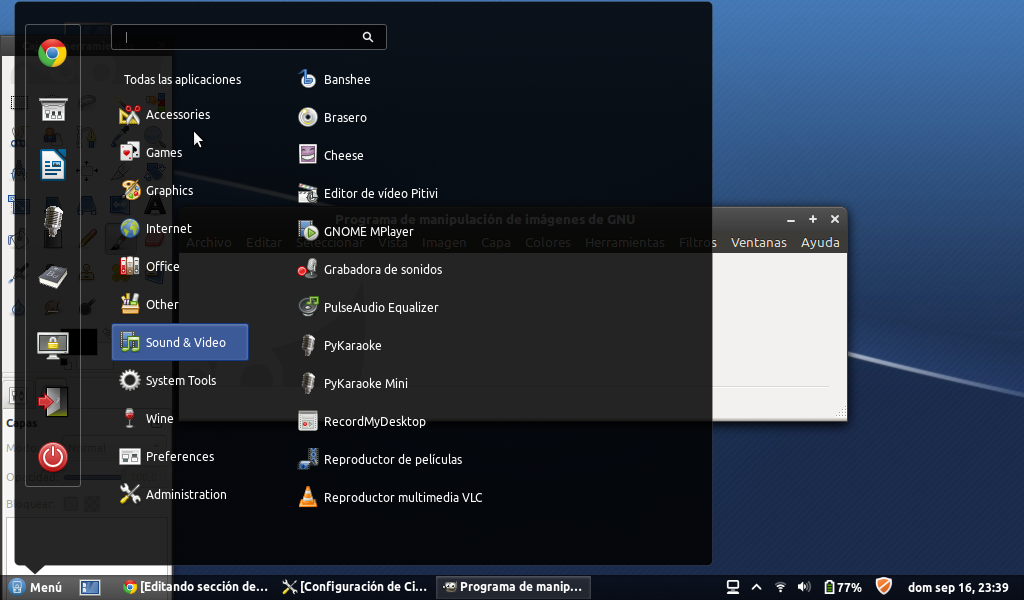
Escritorio Tuquito 6

Otras novedades y selección de software:
- Jdownloader
- Google Chrome
- Se reemplazó el lanzador de aplicaciones Gnome-Do por Synapse
- Gestor de teléfonos
- VLC
- Cheese (cámara web)
- Grabador de videos del escritorio
- Skype
- Emesene 2
- Gimp
- Wine